# پلزیوموناس شیگلوئیدس
پلزیوموناس شیگلوئیدس (Plesiomonas shigelloides)، یک باکتری بی‌هوازی اختیاری، میله‌ا‌شکل و گرم منفی است که از آب‌های شیرین، ماهی و نرم‌تنان جدا شده‌است. همچنین از روده بسیاری از پستانداران، مارها و خزندگان نیز جدا شده‌است. عفونت‌های باکتری به شکل گاستروانتریت و اسهال خود را نشان می‌دهد اما در افراد دچار نقصان در سیستم ایمنی، به شکل سپتی سمی (عفونت خون) خود را نشان می‌دهد. باکتری در خانواده انتروباکتریاسه قرار دارد. برخی از سویه‌های پلزیوموناس دارای آنتی‌ژن‌های مشترکی با شیگلا سونئی می‌باشند. از این رو، واکنش متقاطع با آنتی سرم‌های شیگلا از خود نشان می‌دهند. تست اکسیداز برای پلزیوموناس مثبت است اما شیگلا منفی است. تست DNAase برای پلزیوموناس مثبت است.
اکثر سویه‌های پلسیوموناس شیگلوئیدس بوسیله تاژک‌های  قطبی دارای قابلیت حرکت می‌باشند. این ارگانیسم می‌تواند برای انسان بیماری‌زا باشد و باعث ناراحتی‌های گوارشی شود. عمده‌ترین نشانه این بیماری اسهال می‌باشد. این میکروارگانیسم از طریق مصرف صدف‌ها، خرچنگ‌ها و ماهی به انسان انتقال می‌یابد. این ارگانیسم یک انتروتوکسین مقاوم به حرارت تولید می‌کند.